# Německý pinč
Německý pinč je středně velké hladkosrsté psí plemeno pocházející z Německa. V německé plemenné knize je registrován od roku 1923. Je to rodinný, hlídací a společenský pes čilé a inteligentní povahy.[zdroj⁠?!]

## Historie
Německý pinč je velmi stará rasa, která pochází z Německa, má stejné předky jako knírač.[zdroj⁠?!] Za prapředka německého pinče se považuje malý bažinný pes, podobný špicovi, který se vyskytoval na Baltu a později byl objeven i u kolových staveb před kolem roku 3000 před naším letopočtem.[zdroj⁠?!] V roce 1923 vydal německý klub kníračů a pinčů první plemennou knihu pinčů. V současné době je tento pes chován na celém světě.

## Vzhled
Německý pinč je hladkosrstý, střední velikosti, hrdého vzepření, splývajících obrysových linií, elegantní a kvadratické stavby těla. Silný je jako knírač, jeho dobře vyvinuté osvalení vyniká zejména při pohybu v důsledku krátkého osrstění.
Hladkosrstý pinč se od samého začátku lišil svou barvou a krátkou srstí od ostnosrstých. Většina z nich má barvu černou se světlými znaky dále pak jednobarevně hnědě tónovanou až červenou, barevnou variantu pepř a sůl nebo též modrošedou až černou.
Pro plemeno je typická silná lebka, protáhlá bez silně vystupující zadní partie. Čelo je ploché, prochází souběžně, bez vráskových záhybů. Stop je lehký, přesto ale zřetelně viditelný. Vrh nosu je dobře uzpůsobený a černý. Tlama končí tupým klínem. Hřbet nosu je rovný. Pysky jsou černé, pevné, hladce přiléhající k čelistem. Horní a spodní čelist je silná. Úplný chrup (42 zubů) je silný, má nůžkový skus a je čistě bílý. Žvýkací svalstvo je dobře vyvinuté, bez rušivě vystupujících lícních kostí. Německý pinč má tmavé, oválné a černě pigmentované oči a dobře přiléhající oční víčka. Uši jsou sklopené, vysoko nasazené ve tvaru V. Vnitřní hrany přiléhají k lícím, natočené směrem dopředu na spánky.
Ušlechtilý, nepříliš krátký krk, přechází harmonicky do zátylí. Je suchý, bez laloků a volné kůže. Ocas, pokud je ponechán v přirozeném stavu (nekrácen), je vysoko nasazený, nesen lehce narovnaně.

## Povaha
Pinč je živý, plný temperamentu, sebejistý a vyrovnaný. To spojené s chytrostí a vytrvalostí z něj dělá příjemného, hlídacího a doprovodného psa.[zdroj⁠?!] Svého pána oddaně miluje a k cizím je nedůvěřivý. Jestliže přijde o svého pána těžko si zvyká na nového. Jeho výchova chce pevnou disciplínu která se vrátí na povaze psa.[zdroj⁠?!] Jelikož je to velice aktivní pejsek tak se hodí na psí sporty jako je například agility. S dobrou výchovou se jistě stane miláčkem rodiny i s malými dětmi.[zdroj⁠?!]

## Nároky
Německý pinč je vcelku náročný pes. Potřebuje opravdu pořádnou výchovu a nesmí být zanedbána žádná maličkost. Před pořízením tohoto psa je třeba všechny důležité věci dobře zvážit, není to plemeno, které může být odchováno na zbytcích od stolu. Dožívá se cca 10 až 12 let a kohoutková výška činí něco kolem 48 cm. Není vhodný pro začátečníky. Pokud je řádně vychován, je z něho opravdu oddaný domácí pes.